# Museo dell'Artico e dell'Antartico
Il Museo statale russo dell'Artico e dell'Antartico di San Pietroburgo, in russo Российский государственный музей Арктики и Антарктики? è, nel suo genere, unico sia in Russia sia al mondo poiché l'esposizione è dedicata sia al Polo sud sia al Polo nord.

## Storia
Fondato nel 1930, aperto ai visitatori nel 1937, il museo è ospitato nell'ex Edinoverie Chiesa di San Nicola , costruita negli anni 1820-1838, dall'architetto Avraam Melnikov. La mostra si sviluppa in tre sezioni: La natura dell'Artico, Storia della ricerca e dello sviluppo del Mare del Nord, Antartide.
Sono esposti strumenti e attrezzature usati nelle spedizioni esplorative, modelli di navi, diorami, il ricognitore di ghiaccio "W-2, il volante e il rompighiaccio modello Tajmyr, un salvagente dal relitto della Cheliuskin, un modello del primo rompighiaccio russo Ermak e alcuni reperti del dirigibile Italia.